# Spodochlamys nazareti
Spodochlamys nazareti är en skalbaggsart som beskrevs av Arnaud 1996. Spodochlamys nazareti ingår i släktet Spodochlamys och familjen Rutelidae. Inga underarter finns listade i Catalogue of Life.